# Макролетер

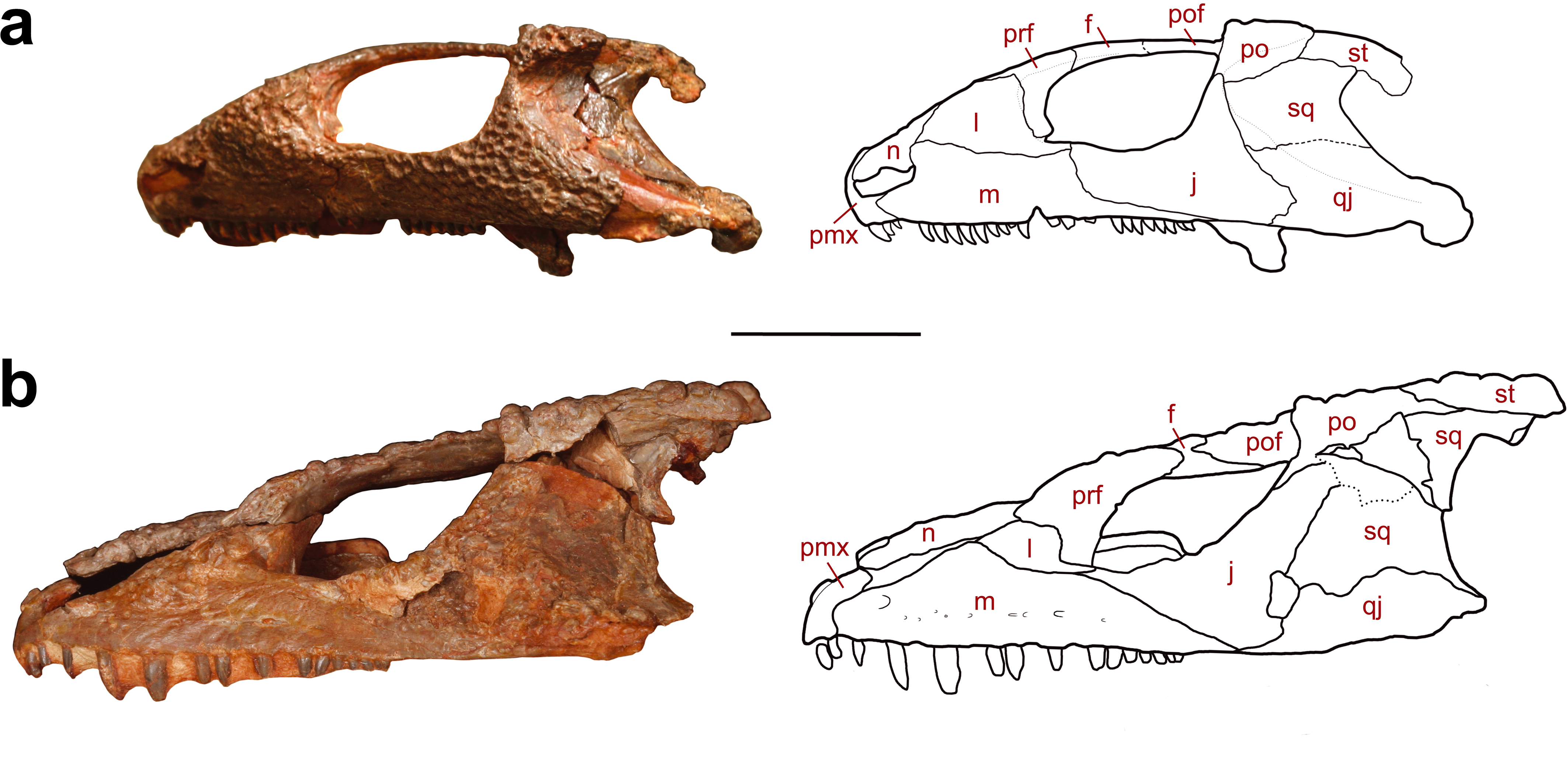
b — Череп Macroleter poezicus

Макроле́тер (лат. Macroleter) — рід вимерлих викопних рептилій родини Nycteroleteridae ряду анапсид.
Макролетер знайдений в 1984 році Г. І. Твердохлєбовою і М. Ф. Іваненком в середньопермських відкладеннях річки Мезені.
Типовий вид — M. poezicus. Входить до складу мезенського субкомплексу, одновікової Очерської фауни. Цей субкомплекс, мабуть, містить фауну каламітових боліт.
Всі тварини, що входили до цієї фауни — відносно дрібні, напівводні.
Макролетер був напівназемною твариною, схожою за екологією з сучасними жабами. Хижа тварина, зокрема, макролетер харчувався памолоддю проколофонів никтіфруритів.